# UCI America Tour 2024
L'UCI America Tour 2024 è stata la ventesima edizione dell'UCI America Tour, uno dei cinque circuiti continentali di ciclismo dell'Unione Ciclistica Internazionale, composto da corse che si disputano nel continente americano.

## Calendario

### Novembre 2023
| Data  | Prova                                              | Cat. | Vincitore  | Squadra                   |
| ----- | -------------------------------------------------- | ---- | ---------- | ------------------------- |
| 17-26 | Vuelta Ciclistica Internacional a Guatemala (2023) | 2.2  | Gerson Toc | Decoba-ASO Quetzaltenango |

### Dicembre 2023
| Data  | Prova                                             | Cat. | Vincitore       | Squadra          |
| ----- | ------------------------------------------------- | ---- | --------------- | ---------------- |
| 16-25 | Vuelta Ciclista Internacional a Costa Rica (2023) | 2.2  | Juan Diego Alba | Movistar-Best PC |

### Gennaio
| Data  | Prova                                 | Cat. | Vincitore        | Squadra   |
| ----- | ------------------------------------- | ---- | ---------------- | --------- |
| 14-21 | Vuelta al Táchira en Bicicleta (2024) | 2.2  | Jonathan Caicedo | Petrolike |

### Febbraio
| Data | Prova                | Cat. | Vincitore         | Squadra     |
| ---- | -------------------- | ---- | ----------------- | ----------- |
| 6-11 | Tour Colombia (2024) | 2.1  | Rodrigo Contreras | Nu Colombia |

### Aprile
| Data  | Prova                                        | Cat. | Vincitore      | Squadra                |
| ----- | -------------------------------------------- | ---- | -------------- | ---------------------- |
| 5-7   | Jamaica International Cycling Classic (2024) | 2.2  | Wilmar Paredes | Team Medellín          |
| 11-14 | Vuelta a Formosa Internacional (2024)        | 2.2  | annullata      | annullata              |
| 24-28 | Tour of the Gila (2024)                      | 2.2  | Tyler Stites   | Project Echelon Racing |

### Maggio
| Data  | Prova                                                   | Cat. | Vincitore               | Squadra                             |
| ----- | ------------------------------------------------------- | ---- | ----------------------- | ----------------------------------- |
| 1-5   | Vuelta BANTRAB (2024)                                   | 2.2  | Jonathan Klever Caicedo | Petrolike                           |
| 9-12  | Vuelta a Catamarca Internacional (2024)                 | 2.2  | annullata               | annullata                           |
| 15    | Campionati statunitensi - Cron. individuale (2024)      | NC   | Brandon McNulty         | UAE Team Emirates                   |
| 16-19 | Vuelta a Santiago del Estero (2024)                     | 2.2  | annullata               | annullata                           |
| 19    | Gran Premio New York City (2024)                        | 1.2  | Tibor Del Grosso        | Alpecin-Deceuninck Development Team |
| 21    | Campionati panamericani - Cron. individuale U.23 (2024) | CC   | Héctor Quintana         | Cile                                |
| 23    | Campionati panamericani - Cron. individuale E (2024)    | CC   | Walter Vargas           | Colombia                            |
| 24-27 | Walmart Joe Martin Stage Race (2024)                    | 2.2  | annullata               | annullata                           |

### Giugno
| Data  | Prova                                                      | Cat. | Vincitore          | Squadra                  |
| ----- | ---------------------------------------------------------- | ---- | ------------------ | ------------------------ |
| 6     | Campionati centroamericani - Cron. individuale E (2024)    | 1.2  | Franklin Archibold | Panama                   |
| 6     | Campionati centroamericani - Cron. individuale U.23 (2024) | 1.2U | Donovan Ramírez    | Costa Rica               |
| 7     | Campionati centroamericani - Cron. a squadre E (2024)      | 1.2  | Panama             | Panama                   |
| 9     | Campionati centroamericani - In linea E (2024)             | 1.2  | Franklin Archibold | Panama                   |
| 9     | Campionati centroamericani - In linea U.23 (2024)          | 1.2U | Kenny Chaves       | Costa Rica               |
| 12-16 | Tour de Beauce (2024)                                      | 2.2  | Josh Burnett       | MitoQ-NZ Cycling Project |
| 14-23 | Vuelta a Colombia (2024)                                   | 2.2  | Rodrigo Contreras  | Nu Colombia              |
| 27    | Campionati brasiliani - Cron. individuale (2024)           | NC   | Diego Mendes       |                          |
| 30    | Campionati brasiliani - In linea (2024)                    | NC   | Roberto Pinheiro   |                          |

### Ottobre
| Data | Prova                                                 | Cat. | Vincitore     | Squadra             |
| ---- | ----------------------------------------------------- | ---- | ------------- | ------------------- |
| 1    | GP Internacional de Ciclismo de Santa Catarina (2024) | 1.2  | annullata     | annullata           |
| 2    | GP Urubici de Ciclismo (2024)                         | 1.2  | annullata     | annullata           |
| 3    | Grand Tour de Ciclismo de Santa Catarina (2024)       | 1.2  | annullata     | annullata           |
| 6-13 | Vuelta Ciclistica a Venezuela (2024)                  | 2.2  | Walter Vargas | Team Medellín - EPM |

## Classifiche
Fonte: UCI

### Classifica individuale
La classifica è composta da tutti i corridori del continente che abbiano ottenuto punti nell'UCI World Ranking.
| Pos. | Corridore         | Squadra  | Punti   |
| ---- | ----------------- | -------- | ------- |
| 1    | Matteo Jorgenson  | Visma    | 2800,14 |
| 2    | Richard Carapaz   | EF       | 2404    |
| 3    | Brandon McNulty   | UAE      | 2247,9  |
| 4    | Jhonatan Narváez  | Ineos    | 2140    |
| 5    | Daniel Martínez   | Red Bull | 1855    |
| 6    | Isaac Del Toro    | UAE      | 1340    |
| 7    | Egan Bernal       | Ineos    | 1242,86 |
| 8    | Derek Gee         | Israel   | 1168,33 |
| 9    | Santiago Buitrago | Bahrain  | 1127,29 |
| 10   | Kevin Vermaerke   | DSM      | 1059,33 |

### Classifica a squadre
La classifica viene calcolata sommando i punti della classifica individuale dei migliori 8 ciclisti per squadra.
| Pos. | Squadra                         | Punti   |
| ---- | ------------------------------- | ------- |
| 1    | Lidl-Trek Future Racing         | 1595,99 |
| 2    | Team Medellín-EPM               | 966     |
| 3    | Panamá es Cultura y Valores     | 796,02  |
| 4    | Petrolike                       | 587,33  |
| 5    | GW Erco Shimano                 | 411     |
| 6    | Nu Colombia                     | 378     |
| 7    | Project Echelon Racing          | 345     |
| 8    | XSpeed United Continental       | 339,02  |
| 9    | Team Sistecredito               | 295     |
| 10   | Swift Carbon Pro Cycling Brasil | 292     |

### Classifica per nazioni
La classifica viene calcolata sommando i punti dei migliori 8 ciclisti per nazione.
| Pos. | Nazione     | Punti   |
| ---- | ----------- | ------- |
| 1    | Stati Uniti | 9853,7  |
| 2    | Colombia    | 7156,58 |
| 3    | Ecuador     | 6235,47 |
| 4    | Canada      | 2711,99 |
| 5    | Venezuela   | 1705    |
| 6    | Messico     | 1689    |
| 7    | Uruguay     | 1536    |
| 8    | Panama      | 826,68  |
| 9    | Brasile     | 795     |
| 10   | Costa Rica  | 741,29  |